# Callhyccoda mirei
Callhyccoda mirei is een vlinder uit de familie uilen (Noctuidae). De wetenschappelijke naam van deze soort is voor het eerst geldig gepubliceerd in 1952 door Herbulot & Viette.
De soort komt voor in tropisch Afrika.